# Oxford, Ohio
Oxford är en stad i Butler County i den amerikanska delstaten Ohio med 23 035 invånare (2020). Oxford är säte för Miami University. Universitetet grundades år 1809 och byn Oxford året därpå. Orten fick stadsrättigheter först långt in på 1900-talet.

## Kända personer från Oxford
- Caroline Harrison, presidentfru